# Манић (Барајево)
Манић је насеље у општини Барајево у Граду Београду. Према попису из 2022. било је 481 становника.

## Историја
Манић се налази западно од Сопота. Није очувано предање, а нема ни писаних помена, на основи којих би се могло са поузданошћу говорити о прошлости овога села. Свакако да је овде постојало неко старије насеље. У селу постоји место Црквине где се налазило на трагове од зидина, а у забрану Илије Миловановића било је споменик од „маџарског гробља.“ 

Прве писане податке о овоме насељу имамо из почетка 19. века. У арачким списковима помиње се село Манић, које је припадало Катићевој кнежини и имало је 1818. године и 1822. године 14 кућа. Године 1846. село је припадало срезу туријском и имало је 24 куће. По попису из 1923. године. Манић има 120 кућа са 592 становника (подаци општинског суда) и са Бељином, Рожанцима и Слатином чинило једну политичку општину.
За старије породице у селу сматрају се : Ниџићи, Нешковићи, Иванковићи , Петровићи и Ивановићи. Остале породице су млађи досељеници 

Од 1922. године. Манић има своју школу. (подаци крајем 1921. године).

## Демографија
У насељу Манић живи 412 пунолетних становника, а просечна старост становништва износи 38,9 година (38,8 код мушкараца и 39,0 код жена). У насељу има 176 домаћинстава, а просечан број чланова по домаћинству је 3,13.
Ово насеље је углавном насељено Србима (према попису из 2002. године), а у последња три пописа, примећен је пад у броју становника.
|  |

| Демографија | Демографија | Демографија |
| Година      | Становника  | Становника  |
| ----------- | ----------- | ----------- |
| 1948.       | 771         |             |
| 1953.       | 818         |             |
| 1961.       | 809         |             |
| 1971.       | 768         |             |
| 1981.       | 813         |             |
| 1991.       | 682         | 586         |
| 2002.       | 551         | 717         |
| 2011.       | 560         |             |

| Етнички састав према попису из 2002.‍ | Етнички састав према попису из 2002.‍ | Етнички састав према попису из 2002.‍ | Етнички састав према попису из 2002.‍ | Етнички састав према попису из 2002.‍ |
| ------------------------------------ | ------------------------------------ | ------------------------------------ | ------------------------------------ | ------------------------------------ |
|                                      |                                      |                                      |                                      |                                      |
| Срби                                 | Срби                                 |                                      | 454                                  | 82,39%                               |
| Роми                                 | Роми                                 |                                      | 95                                   | 17,24%                               |
| Хрвати                               | Хрвати                               |                                      | 1                                    | 0,18%                                |
| непознато                            | непознато                            |                                      | 1                                    | 0,18%                                |

| Година пописа     | 1948. | 1953. | 1961. | 1971. | 1981. | 1991. | 2002. |
| ----------------- | ----- | ----- | ----- | ----- | ----- | ----- | ----- |
| Број домаћинстава | 169   | 170   | 195   | 200   | 216   | 201   | 176   |

| Број чланова      | 1  | 2  | 3  | 4  | 5  | 6  | 7 | 8 | 9 | 10 и више | Просек |
| ----------------- | -- | -- | -- | -- | -- | -- | - | - | - | --------- | ------ |
| Број домаћинстава | 44 | 40 | 21 | 28 | 18 | 17 | 5 | 2 | 1 | 0         | 3,13   |

| Пол    | Укупно | Неожењен/Неудата | Ожењен/Удата | Удовац/Удовица | Разведен/Разведена | Непознато |
| ------ | ------ | ---------------- | ------------ | -------------- | ------------------ | --------- |
| Мушки  | 217    | 71               | 118          | 11             | 16                 | 1         |
| Женски | 213    | 42               | 116          | 45             | 10                 | 0         |
| УКУПНО | 430    | 113              | 234          | 56             | 26                 | 1         |

| Пол    | Укупно                    | Пољопривреда, лов и шумарство | Рибарство                            | Вађење руде и камена | Прерађивачка индустрија       |
| ------ | ------------------------- | ----------------------------- | ------------------------------------ | -------------------- | ----------------------------- |
| Мушки  | 101                       | 42                            | 0                                    | 0                    | 14                            |
| Женски | 53                        | 21                            | 0                                    | 0                    | 7                             |
| УКУПНО | 154                       | 63                            | 0                                    | 0                    | 21                            |
| Пол    | Производња и снабдевање   | Грађевинарство                | Трговина                             | Хотели и ресторани   | Саобраћај, складиштење и везе |
| Мушки  | 2                         | 3                             | 9                                    | 0                    | 22                            |
| Женски | 0                         | 0                             | 9                                    | 1                    | 1                             |
| УКУПНО | 2                         | 3                             | 18                                   | 1                    | 23                            |
| Пол    | Финансијско посредовање   | Некретнине                    | Државна управа и одбрана             | Образовање           | Здравствени и социјални рад   |
| Мушки  | 0                         | 0                             | 3                                    | 1                    | 3                             |
| Женски | 0                         | 1                             | 5                                    | 2                    | 4                             |
| УКУПНО | 0                         | 1                             | 8                                    | 3                    | 7                             |
| Пол    | Остале услужне активности | Приватна домаћинства          | Екстериторијалне организације и тела | Непознато            | Непознато                     |
| Мушки  | 0                         | 0                             | 0                                    | 2                    | 2                             |
| Женски | 2                         | 0                             | 0                                    | 0                    | 0                             |
| УКУПНО | 2                         | 0                             | 0                                    | 2                    | 2                             |